# 11363 Vives
11363 Vives è un asteroide della fascia principale. Scoperto nel 1998, presenta un'orbita caratterizzata da un semiasse maggiore pari a 2,1646668 UA e da un'eccentricità di 0,1560565, inclinata di 5,31909° rispetto all'eclittica.